# Nkambeni (Eswatini)
Koordinaten: 26° 3′ S, 31° 40′ O
Nkambeni ist ein Ort in Eswatini. Er liegt im Norden des Landes, gehört zur Region Hhohho. Der Ort liegt etwa 380 Meter über dem Meeresspiegel am rechten Ufer des Flusses Komati.

## Geographie
Nkambeni liegt östlich des Flusses Komati an der Fernstraße MR5, die aus dem Süden von Madlangempisi und Bhalekane kommt und weiter nach Nordosten in die Region Lubombo verläuft.
Aus Süden erstreckt sich der Höhenzug des Inkambeni bis ins Ortsgebiet.
In Lubombo ist der nächste namhafte Ort Tshaneni am Sand River Reservoir.
In der Umgebung wird intensiv Bewässerungsfeldbau betrieben.